# Порогова ціна
Поро́гова ціна́ (англ. Threshold price) — (вхідна) — мінімальна ціна, за якою можуть продаватися в Європейському Союзі імпортні сільськогосподарські продукти. Вона вища за інтервенційну ціну, тож заохочує економічних операторів купувати всередині Спільноти.